# Знак достоинства Главы Украинского Государства
Знак достоинства Главы Украинского Государства или Клейнод гетмана Ивана Мазепы — знак власти Президентов УНР в изгнании. Письменных документальных свидетельств о том, что мощехранительница, являющаяся главным элементом Знака, принадлежала гетману Ивану Мазепе, не сохранилось.

## История

### Создание знака
В 1936 году профессор Варшавского университета, посол УНР в Варшаве и министр культуры правительства УНР в изгнании Роман Смаль-Стоцкий за собственные средства приобрел случайно у одного коллекционера мощехранительницу, которая по преданию принадлежала гетману Левобережной Украины Ивану Мазепе. Роман Смаль-Стоцкий передал от себя подарок правительству УНР. За средства правительства и на пожертвования «украинского гражданства на родной земле и в рассеянии сущего» варшавские ювелиры изготовили украшение в ладанку — серебряную цепь — цвет с 20 медальонами.

### В собственности Правительства УНР в изгнании
О функционировании клейнода Ивана Мазепы сохранились небогатые сведения.
Постановление изгнанного правительства УНР от 14 октября 1937 года, подписанное Председателем Совета Министров УНР Вячеславом Прокоповичем, «счастливо до наших времен сохраненный клейнод Гетмана Ивана Мазепы» признало «видимым знаком достоинства каждого Главы нашего Государства».
Несмотря на высокий статус этого знака отличия, на уровне правительства УНР в изгнании ей так и не предоставили должного научного, документального обеспечения и правового определения границ функционирования.
Клейнод хранился по закону в руках президента Андрея Ливицкого в Варшаве. Во время немецкой оккупации клейнод был передан профессору Роману Смаль-Стоцкому, находившемуся тогда в Праге. Профессор хранил его вплоть до окончания войны и вывез в Германию и осенью 1945 передал в городе Оффенбах обратно президенту УНР.
Клейнод гетмана Ивана Мазепы последний Президент УНР Николай Плавьюк передавал через Патриарха Киевского и Всея Украины Мстислава Председателю Верховной Рады Украины Ивану Плющу, который передал её Президенту Украины Леониду Кравчуку.

### В независимой Украине
Верховная Рада Украины так и не приняла специальное определение о статусе знака.
Клейнод был передан из кабинета Леонида Кравчука в Орденскую кладовую Администрации Президента Украины в начале июля 1994 года. Зная о наличии реликвии, Отдел государственных наград предложил использовать клейнод гетмана Ивана Мазепы во время инаугурации Президента Украины Леонида Кучмы 19 июля 1994 года, но это предложение было отклонено.
Второй раз о возможном использовании клейнода Ивана Мазепы Управление государственных наград и геральдики Администрации Президента Украины напомнило законодательному органу 14 января 2005 года.
В письме Верховной Раде Украины речь шла о целесообразности использования клейнода во время инаугурации новоизбранного Президента Украины Виктора Ющенко вместе с другими реликвиями: булавой и флагом гетмана Богдана Хмельницкого. В докладной записке Управления государственных наград и геральдики отмечалось, что привлечение к церемонии инаугурации как исторических раритетов также и клейнода Ивана Мазепы подчеркнуло бы преемственность и непрерывность развития украинской государственности. Впервые на церемонии инаугурации главы Украинского государства клейнод использовался как исторический экспонат-раритет украинской государственности.

## Описание
Материалы и техника — золото, литье, гравировка с применением выемчатой эмали. Размер мощовика — 54×43 мм, толщина — 17 мм. Он имеет восьмиугольную форму, состоит из двух коробчатых частей, сочетающихся с помощью крючка и отверстия вверху и винта внизу. По периметру лицевой и оборотной плоскостей мощовик украшен рамкой с растительным орнаментом, заполненным чёрной эмалью.
На лицевой стороне мощовика размещено изображение креста с Распятием по латинской традиции. Об этом свидетельствуют натуралистичность изображения, его иконография и буквы над главой Христа «I.N.R.I.». Поле вокруг Распятия заполнено эмалевыми побегами виноградной лозы с гроздьями красного цвета и листьев аканта.
На оборотной стороне мощовика на золотом фоне, декорированном стилизованным изображением незабудок и ростками виноградной лозы с гроздьями, изображены орудия страданий Христа. В нижней части — в центре расположен герб Ивана Мазепы, над которым вверху расположены буквы «ИМ» и «Г» внизу (Иван Мазепа — гетман).
Отсутствие полной аббревиатуры гетманского титула породило определённое сомнение в принадлежности мощовика гетману Ивану Мазепе, будь то изготовление его по заказу гетманского двора. Сохранившиеся до настоящего времени памятники, связанные с именем Ивана Мазепы, в основном демонстрируют сочетание инициалов гетмана с аббревиатурой гетманского титула. Но сокращенную аббревиатуру гетманского титула Ивана Мазепы после назойливых поисков все же удалось разыскать, что и натолкнуло исследователей на возможность датировки мощовика в начале XVIII века. Во времена гетманства Ивана Мазепы были очень распространены бумажные, принадлежавшие кафедральным и монастырям, на которых производили бумагу высокого качества. Именно на водяном знаке из бумаги, происходившей из производства, которое заложил Иван Мазепа в Чернигове, было обнаружено изображение герба гетмана и надпись «ИОАНЪ Мазепа Гетманъ».
Если датировка времени появления мощовика относится к началу XVIII века, то его личную принадлежность Ивану Мазепе установить до конца невозможно. Вероятна версия, что мощовик был изготовлен уже после смерти Ивана Мазепы с целью увековечения памяти гетмана и хранился у соратников Мазепы или его близких родственников.
Мощевик крепится к цепи, состоящей из 20-ти овальных пластин-медальонов, изготовленных из серебра 800-й пробы. Из них 19 медальонов — ажурные, совмещенные кольцами с прорезными изображениями, 10 медальонов имеют изображение позолоченного трезубца в серебряном обрамлении, а 9 — перекрещенных серебряных мечей в позолоченном углу. На 20-м — центральном — медальоне, к которому собственно и крепится мощовик, изображены позолоченные буквы «ΣП» на серебряном фоне, обрамленном позолоченной упругой. Это вензель Симона Петлюры.
На оборотной стороне центрального медальона — гравированная надпись в пять строк:

КЛЕЙНОД ЭТОТ / ДАР ПРАВИТЕЛЬСТВУ УНР / МИНИСТРА КУЛЬТУРЫ / РОМАНА СМАЛЬ / СТОЦКОГООригинальный текст (укр.)КЛЕЙНОД ЦЕЙ / ДАР УРЯДОВІ УНР / МІНІСТРА КУЛЬТУРИ / РОМАНА СМАЛЬ / СТОЦЬКОГО

В верхней части медальона размещено 2 клейма: одно в форме мужской головы в шлеме, повернутой вправо, с буквой «W» и цифрой «3», что означает 800-ю пробу серебра и указывает на место изготовления — Варшава. Указанное клеймо находилось в употреблении с 1931 года. Можно предположить, что изготовление цепи производилось в 1936 году на той же частной варшавской фирме «И.Квекзилбер», где и первые знаки ордена Симона Петлюры.
На оборотной стороне 19 медальонов в верхнем полукруге размещена надпись:

ГОДА БОЖЬЕГО 1937 14 ОКТЯБРЯ ЭТОТ СЧАСТЛИВО К НАШИМ ВРЕМЕНАМ СОХРАНЕННЫЙ КЛЕЙНОД ГЕТМАНА ИВАНА МАЗЕПЫ ПРИЗНАНЫ УНИВЕРСАЛОМ ПРАВИТЕЛЬСТВА УКРАИНСКОЙ НАРОДНОЙ РЕСПУБЛИКИ С 14 ОКТЯБРЯ 1937 ГОДА ЗА ВИДЕННЫЙ ЗНАК ДОСТОИНСТВА ПРЕДСЕДАТЕЛЯ УКРАИНСКОГО ГОСУДАРСТВАОригинальный текст (укр.)РОКУ БОЖОГО 1937 14 ЖОВТНЯ ЦЕЙ ЩАСЛИВО ДО НАШИХ ЧАСІВ ЗБЕРЕЖЕНИЙ КЛЕЙНОД БЛ. П. ГЕТЬМАНА ІВАНА МАЗЕПИ ВИЗНАНО УНІВЕРСАЛОМ УРЯДУ УКРАЇНСЬКОЇ НАРОДНЬОЇ РЕСПУБЛІКИ З 14 ЖОВТНЯ 1937 РОКУ ЗА ВИДИМИЙ ЗНАК ГІДНОСТИ ГОЛОВИ УКРАЇНСЬКОЇ ДЕРЖАВИ

в нижнем полукруге надпись:

ЦЕПЬ К КЛЕЙНОДУ СООРУЖЕНА МЕРОПРИЯТАМИ И СРЕДСТВАМИ УКРАИНСКОГО ГРАЖДАНСТВА НА РОДНОЙ ЗЕМЛЕ И В РАССЕЯНИИ СУЩЕГООригинальный текст (укр.)ЛАНЦЮГ ДО КЛЕЙНОДУ СПОРУДЖЕНО ЗАХОДАМИ Й КОШТАМИ УКРАЇНСЬКОГО ГРОМАДЯНСТВА НА РІДНІЙ ЗЕМЛІ І В РОЗСІЯННІ СУЩОГО